# Ando (Giappone)
Ando (安堵町?, Ando-chō) è una cittadina giapponese della prefettura di Nara.